# Piratkopiering
Udtrykket piratkopiering bruges til at beskrive uautoriseret kopiering (eksemplarfremstilling) af værker eller produkter, der af beskyttet af en eller flere immaterialrettigheder.
Udtrykket piratkopi anvendes oftest ved kopier af ophavsretligt beskyttede værker (eksempelvis film, software eller musik), der er fremstillet uden foregående tilladelse fra rettighedsindehaverne. 
Piratkopier kan dog også være produkter, som er eller indeholder kopier af produkter, der er beskyttet af designret, patentret eller brugsmodelret. Piratkopiering af mange typer produkter finder sted. Som eksempel kan nævnes lægemidler, hygiejneartikler, legetøj, elektriske komponenter og reservedele til biler.
Ved produkter, der uberettiget er forsynet med et beskyttet varemærke benyttes ofte betegnelsen varemærkeforfalskning. Udtrykkene piratkopiering og varemærkeforfalskning bruges dog ofte i flæng.  
Piratkopier forekommer ofte i fattige lande, hvor befolkningen ikke har økonomien til at købe de opretshavende materialer. På mange film, spil, musik osv. er prisen det samme i alle lande, hvilket er et problem for de fattige lande, siden at prisen på en film er det samme som en hel måneds løn.  
I 2020 blev der lukket 4 store danske piratsider, Danish Bits, Nordic Bits, Asgaard og Share university. Den store lukning af RettighedsAlliancen fik danske pirater til at skifte over til lovlige streamingtjenester. Der var helt op til 50.000 danske pirater i 2020, som alle mistede deres "hjem" på siderne. I alt var der 370.000 danske pirater i 2020, hvor mange brugte offentlige sider som, The Pirate Bay.

## Eksterne links
- Ministeriernes Netværk om Piratkopiering Arkiveret 19. december 2010 hos  Wayback Machine

| Jura | Spire Denne juraartikel er en spire som bør udbygges. Du er velkommen til at hjælpe Wikipedia ved at udvide den. |